# Environmental Research
Environmental Research es una revista de científica ambiental y de salud ambiental revisada por pares y publicada por Elsevier. El editor en jefe es José L. Domingo.
El factor de impacto de 6,498 de la revista en 2020 la colocó en el puesto 16 entre 203 revistas en la categoría Salud pública, ambiental y ocupacional.